# トリツキくん
『トリツキくん』は、高田裕三による日本の麻雀漫画である。「別冊近代麻雀」（1989年2月号 - 1990年5月号）および「シンバッド」（1990年9月号 - 1991年3月号）に連載され、その後竹書房よりバンブー・コミックス全1巻として発刊された。

## 概要
霊にとりつかれやすい高校生と、女子大生幽霊とのラブコメディが主軸の物語。
ヤクザのイカサマ麻雀に嵌められ命を失った女子大生しのぶは幽霊となり、霊能力のある高校生・史郎にとりつき恨みを晴らそうとする。成仏の条件は史郎がヤクザ達に四暗刻で勝利すること。史郎は苦労の末、成仏の条件をクリヤーするが、史郎を気に入ったしのぶは成仏せず行動を共にすることとなる。
しのぶを鬱陶しく思っていた史郎だが、一方で史郎の霊感体質は様々な霊的トラブルを日常的に引き寄せており、2人は降りかかる火の粉を払うために一致協力してこれに立ち向かうことになる。やがて2人は共にするうちに互いに惹かれあうようになるが、2人の霊的トラブルの解決活動が天界に認められ、なんと幽霊のしのぶは異例の生まれ変わりが許される。ところが、それは史郎との別れを意味していた。
「別冊近代麻雀」に連載された当初は麻雀漫画であったが、登場キャラクターの可愛らしさとストーリーの特異性から、一般漫画の「シンバッド」誌に移行した。

## 主な登場人物
天草史郎
主人公の高校生。霊が見えるなどの霊能力に加え霊にとりつかれやすい体質を持ち、日常的に霊に悩まされている。家系の遺伝的体質らしい。麻雀は付き合い程度だったが、しのぶに叩き込まれる。甘い物が嫌いで、しのぶにとりつかれて甘い物を食べさせられると体調不良となる。
しのぶ
主人公の女子大生。ヤクザのイカサマ麻雀に嵌められ命を失い、幽霊となる。幽霊となっても甘い物が忘れられず、史郎の体を借りて甘い物を食べ歩く。史郎の運転するオープンカーでドライブするのが夢。
ポッポとチッチ
人魂。しのぶの命令を聞き、霊に関する情報調査を行う。
死神
女性歌手にとりつき命を奪おうとしていたが、史郎としのぶに阻止される。この時の二人の行動に感銘し、以後二人に協力するようになる。
天草史郎の母
史郎の霊媒体質を誰よりも理解する母（美人）。本人も霊能力者であり、その力は霊界から任意の霊を召喚できるほど強い。ただし、強すぎて余計な霊も巻き込んで呼び出してしまうため、史郎はとばっちりを受けることになる。史郎とともに北極でコールドスリープに入る。

## 書籍情報
高田裕三 『トリツキくん』 竹書房〈バンブーコミックス〉全1巻
1. 1991年6月16日発売 ISBN 4-88475-509-X